# IGFBP-1
L' Insulin-like growth factor-binding protein 1 (IGFBP-1) est une protéine codée dans le génome humain par le gène IGFBP1, situé sur le chromosome 7 humain.

## Fonction
Ce gène fait partie de la famille des « insulin-like growth factor-binding proteins » (IGFBP) et code une protéine avec un domaine IGFBP et un domaine thyroglobuline. Cette protéine se fixe aux insulin-like growth factors (IGF1 et IGF2), et circule dans le plasma. L'association à cette protéine prolonge la demi-vie des IGF et altère leur interaction avec les récepteurs de surface cellulaire.

## Applications
- De par sa présence en grande quantité dans le liquide amniotique, l'IGFBP-1 est utilisée depuis plusieurs années comme marqueur biologique des ruptures prématurées des membranes (RPM)[7],[8],[9].

- On trouve également dans les cellules déciduales, une variante très phosphorylée de l'IGFBP-1 (IGFBP-1 ph) qui est utilisée comme marqueur dans le diagnostic des menaces d'accouchement prématuré (MAP)[10],[11].